# Grodziskie

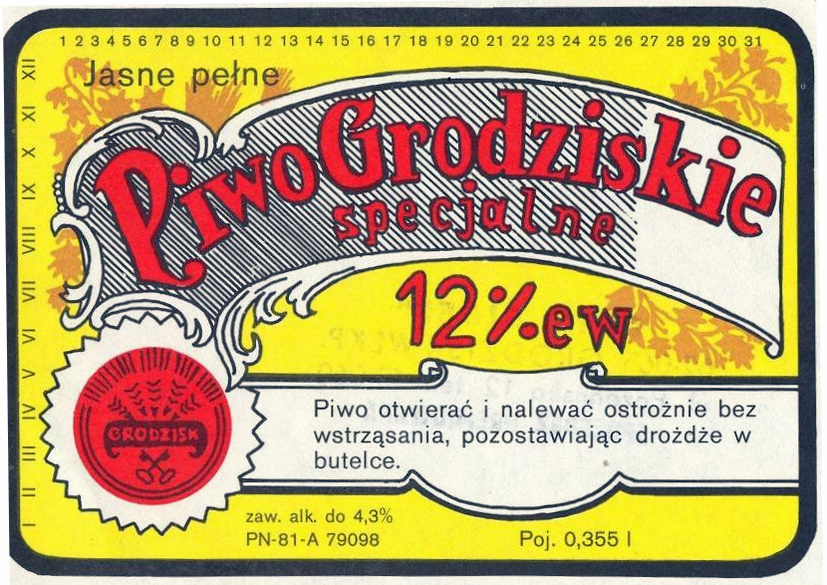
Oud label van Piwo Grodziskie

Grodziskie of Grätzer is een Poolse biersoort uit  Grodzisk Wielkopolski.
Grodziskie is een bier van hoge gisting, hoofdzakelijk gebrouwen met op eikenhout gerookte tarwe. Het bier kan vergeleken worden met het Duitse Weizenbier, maar dan met de specifieke smaak van de gerookte tarwe.
Deze bierstijl zou reeds sinds de veertiende eeuw gebrouwen worden in Grodzisk Wielkopolski. De naam Grätzer komt van Grätz, de vroegere Duitse naam van deze stad. Tussen 1929 en 1993 werd de naam regionaal beschermd door de Poolse ministerraad. Vanaf 1922 werd het bier enkel gebrouwen in Zjednoczone Browary Grodziskie. Deze brouwerij werd echter in 1993 gesloten door de eigenaar Lech Browary Wielkopolski, omdat ze niet meer rendabel was. Sinds enkele jaren worden er inspanningen gedaan om het bier opnieuw te introduceren. In 2003 werd er door een Pools ondernemer Zbigniewa Drzymały, een nieuw bier Piwo Groclin Grodziskie op de markt gebracht. Dit bier werd gebrouwen in de Belgische Brouwerij Palm en vervolgens gebotteld in Browar Belgia in Kielce. 
De bierstijl werd gedefinieerd in de stijlgids van de Amerikaanse Brewers Association.